# RET (gene)
Il gene RET (REarranged during Transfection) è un proto-oncogene espresso esclusivamente nelle cellule di derivazione neuroectodermica (anche cellule C della tiroide), localizzato sul cromosoma 10, codifica per una proteina chinasi di superficie che funge da recettore per una serie di proteine della famiglia del GDNF (fattore di crescita delle cellule gliali). L'attivazione del recettore prevede la dimerizzazione, conseguita dopo il legame del recettore con il suo ligando preventivamente legato da un corecettore del tipo GFRα.
Il recettore Ret ha un dominio CAL caderine-like e un dominio ricco in cisteine nella porzione extracellulare, e due domini TK (tirosinchinasi) nel versante citoplasmatico.

## Oncogenicità
Questo gene nella forma mutata Ret/ptc è correlato all'insorgenza di alcune neoplasie. Ret/ptc altro non è che un gene chimera che deriva dalla fusione di RET con un altro gene (PTC sta per carcinoma papillifero della tiroide); da questa fusione ha origine  una proteina chimerica sempre attiva. I due principali geni Ret/ptc sono Ret/ptc 1 e Ret/ptc 3, correlati con tipi di cancro diversi. Ret/ptc 1 viene generato da un'inversione paracentrica (non include il centromero) sul cromosoma 10, che accosta due geni normalmente lontani tra loro, ossia H4 e Ret. Quest'ultima forma è correlata al tumore papillare della tiroide. La principale causa di questo tumore risulta essere l'esposizione a radiazioni ionizzanti, infatti una forma più aggressiva di questo tumore, una forma solida (con mutazione Ret/ptc 3) è stata rilevata nelle popolazioni esposte alle radiazioni dopo il disastro nucleare di Chernobyl. Il corrispettivo nei paesi lontani da Černobyl' di questo tumore risulta essere il TCV, cioè la variante a cellule a palizzata, che pure porta la mutazione Ret/ptc 3. 
Ret è correlato anche a MEN (neoplasie multiendocrine) e FMTC (tumore midollare della tiroide), a trasmissione autosomica dominante. Le MEN esistono in due forme, 2A e 2B, diverse sul profilo clinico.
Le mutazioni più comuni della proteina Ret correlate a queste ultime manifestazioni tumorali sono:
- MEN2A: sostituzione di una cisteina in posizione 634
- FMTC: sostituzioni cisteine in altre posizioni e sostituzioni ai domini TK
- MEN2B: sostituzione in posizione 918 di una metionina con una treonina.

Ret ha un dominio ricco in cisteine, questi aminoacidi siccome in numero pari, instaurano tra loro ponti disolfuro.
Se una delle cisteine viene sostituita, quella spaiata può reagire con la cisteina di un altro recettore, portando ad una dimerizzazione perpetuata di due recettori Ret attivandoli costitutivamente. Invece la mutazione in posizione 918 è più particolare in quanto questa metionina in posizione 918 è altamente conservata nelle tirosina Chinasi di membrana (Ret,Met.ecc), mentre le tirosina chinasi citosoliche come le Src hanno proprio una treonina in quella posizione.